# 草野心平
草野 心平（くさの しんぺい、1903年（明治36年）5月12日 - 1988年（昭和63年）11月12日）は、日本の詩人。福島県石城郡上小川村（現・いわき市小川町）出身。日本芸術院会員、文化功労者、文化勲章受章者。
慶應義塾普通部を中退、中国広東の嶺南大学芸術科に学んだ。1928年に『第百階級』を刊行。1935年に逸見猶吉創刊の詩誌「歴程」に参加。その後、日本の傀儡政権である南京の汪兆銘政府の宣伝部顧問となった。南京でできた『富士山』(1943年)に体制的思想の影響を指摘する評もある。戦後、「歴程」を復刊して多くの詩人を育て、蛙を愛した。

## 経歴

### 生い立ち
1903年（明治36年）5月12日、福島県石城郡上小川村に、父・草野馨、母・トメヨの次男として生まれる。1907年（明治40年）5月に妹が生まれ、その後一家は上京するが心平のみ生家の祖父母の元で育てられる。1910年（明治43年）4月、上下小川組合村村立小川尋常高等小学校に入学する。1911年（明治44年）2月、祖父が67歳で死去、祖父の高蔵は福島県会議員や村長を務めた地主だった。
1916年（大正5年）1月、兄が結核性カリエスのため東京で16歳で死去、2月、上小川で療養中の母が肺結核のため46歳で死去する。4月、福島県立磐城中学校（現・福島県立磐城高等学校）に入学する。8月、姉が腸チフスのため22歳で死去する。
1919年（大正8年）11月、磐城中学校を4年生で中退、翌月上京し、父、継母、弟妹と小石川区白山上の借家に同居する。1920年（大正9年）4月、慶應義塾普通部3年生に編入したが9月に中退し、両国にある継母の知人宅に寄宿して正則英語学校、善隣書院で学ぶ。
1921年（大正10年）1月、中国に出航する。広東実業公司で働きながらYMCAで英語を学び、9月には広州の嶺南大学（現・中山大学）に入学する。1922年（大正11年）、兄・民平の遺した詩稿に影響を受け、詩を作り始める。

### 初の詩集
1923年（大正12年）3月、詩誌『詩聖』に投稿誌「無題」が掲載される。7月、徴兵検査のため帰郷中に、自筆の謄写版による兄との合著詩集『廃園の喇叭』を刊行する。9月、広州に戻る。1924年（大正13年）2月から4月にかけて謄写版詩集『空と電柱』Ⅰ〜Ⅲを刊行する。6月、北京でタゴールと会う。7月、夏期休暇で帰郷中に謄写版詩集『月蝕と花火』を刊行する。9月には嶺南大学の最終過程に進み、また新設された日本語講座の講師を務めるようになる。同月、謄写版詩集『BATTA』を刊行。同じ頃、日本から送られてきた宮沢賢治の詩集『春と修羅』を読み感銘を受ける。12月、謄写版詩集『鞜青』を刊行する。
1925年（大正14年）2月、謄写版詩集『919』を刊行する。4月、同人誌『銅鑼』を創刊、宮沢賢治や八木重吉らを同人に誘う。賢治は参加したが、重吉は佐藤惣之助の『詩之家』に参加していたため加入しなかった。それでも心平は柏に住んでいた重吉を自宅まで訪ねている。7月、排日運動の激化により大学は卒業せずに日本に帰国する。8月、『銅鑼』の同人の1人がモデルをしていたことから、高村光太郎を訪問し知り合い、以後親交を深める。
1928年（昭和3年）6月、同人誌『銅鑼』を16号をもって終刊する。同月、継母の異母妹にあたる江島や満と結婚、9月には東京から群馬県前橋市へ転居する。11月、活版印刷としては初の詩集となる『第百階級』を刊行する。全篇が蛙をテーマにしたものであり、以後も、この生物を扱った詩を書き続けた。12月、詩誌『学校』を創刊する（翌年の10月に7号で終刊）。

### 『歴程』創刊
1929年（昭和4年）6月、上毛新聞社に入社し校正部に勤務する。7月、長男が生まれる。9月頃から前橋に帰郷していた萩原朔太郎と交流をもつ。1930年11月、上毛新聞社を退社し帰郷する。
1931年（昭和6年）1月、小野十三郎・萩原恭次郎との共訳で『アメリカプロレタリヤ詩集』を刊行する。2月に上京、5月に麻布十番で屋台の焼き鳥屋を開店する（翌年5月に閉店）。9月、謄写版詩集『明日は天気だ』を刊行する。1932年（昭和7年）、実業之世界社に入社し、編集校正を担当する。
1934年（昭和9年）1月、宮沢賢治が前年9月に亡くなったことを受け『宮沢賢治追悼』を編集・刊行する。賢治には生前に会う機会はついになく、高村光太郎経由で訃報を知り花巻の実家を訪れることになった。5月、帝都日日新聞（発行：実業之日本社）に移籍する。10月、心平が共同責任編集者となった『宮沢賢治全集』（文圃堂書店）の第1巻が刊行、全集は全3巻で翌年9月に完結した。
1935年（昭和10年）5月、詩誌『歴程』を創刊する。創刊時の同人は、心平、岡崎清一郎、尾形亀之助、高橋新吉、中原中也、土方定一、菱山修三、逸見猶吉、宮沢賢治（物故同人）の9名で、その後、山之口貘、伊藤信吉、小野十三郎らが加わった。『歴程』は1944年（昭和19年）3月に中断するまでに26号まで刊行された。11月には詩誌『コスモス』の創刊に参加した。

### 南京時代
1938年（昭和13年）2月から4月まで、帝都日日新聞の記者として満州・中国を視察する。そのときの模様を『支那点々』（三和書房、1939年）にまとめている（なお、同時期の日記は現存しない。また南京陥落の1937年12月には南京には滞在していない）。12月、詩集『蛙』を刊行する。1939年（昭和14年）2月、『蛙』出版記念会を開催、谷川徹三、萩原朔太郎らも出席する。3月、祖母のトメが89歳で死去する。11月、帝都日日新聞を退社し、翌月、東亜解放社に入社、月刊『東亜解放』の編集長となる。
1940年（昭和15年）7月、中華民国中央政府（南京政府）の招きで同政府の宣伝部顧問として中国へ渡る。翌年7月からは家族も帯同し、1946年までの約6年間を南京で過ごすことになる。大東亜文学者大会（帝国劇場）に中華民国（汪兆銘政権）代表として出席、1943年に汪兆銘政権が英米に宣戦布告した際には「宣戦布告」という詩を「読売新聞」に掲げている。
1945年（昭和20年）7月、南京駐在陸軍により現地召集され兵役につく。陸軍二等兵。8月の敗戦で全財産が没収され、南京日僑集中営に約半年間収容される。1946年（昭和21年）3月、上海から帰還船LSTに乗船、31日、生家着。

### 『歴程』復刊
1947年（昭和22年）7月、『歴程』を復刊する。10月、故郷の小川郷駅前に貸本屋「天山」を開店する。1948年（昭和23年）、貸本屋を8か月で閉店後、8月に単身上京する。千葉県の浦安に落ち着き、のち江戸川区へ。1949年（昭和24年）8月、練馬区下石神井の御岳神社社務所に移り、郷里から家族を呼ぶ。神田神保町にあるラドリオが開業した同年のクリスマスには古田晁とラドリオで初めて対面している。またラドリオでは、中華がゆが提供されていたことがあり、草野の友人から習って提供したことから「心平がゆ」と名付けてもよいといわれていた。
1950年（昭和25年）1月、一連の「蛙の詩」により第1回読売文学賞（詩歌部門）を受賞する。11月、日本文芸家協会理事に就任する。1951年（昭和26年）3月、現代詩人会が創設したH氏賞の第1回選考委員を務める。

### 居酒屋「火の車」
1952年（昭和27年）3月、文京区小石川田町に居酒屋「火の車」を開店する。
1953年（昭和28年）、福島県双葉郡川内村長福寺の住職矢内俊晃の招聘で同村平伏沼にモリアオガエルを見に行く。
1954年（昭和29年）4月、現代詩人会幹事長に選出される。「読売新聞」に、汪兆銘を描いた小説「運命の人」を連載した。
1956年（昭和31年）、平伏沼畔に心平の歌碑が建立される。12月、居酒屋「火の車」を閉店する。1957年（昭和32年）4月、日本ペンクラブ理事に就任する。

### 天山文庫
1960年（昭和35年）6月、新宿御苑前にバー「学校」を開店する。9月、福島県川内村の名誉村民となる。
1963年（昭和38年）10月、北多摩郡東村山町南秋津（現：東村山市秋津町）に建てた家に転居する。
1965年（昭和40年）8月、日本現代詩人会会長になる。
1966年（昭和41年）7月、川内村名誉村民の褒賞として建設された天山文庫が完成する。その後毎年7月に天山祭りが開催されるようになる。

### 詩業の集成
1956年4月2日、親交が厚かった高村光太郎が肺結核により死去。光太郎の死を受けて心平は翌4月3日付の『朝日新聞』に「高村光太郎死す」と題する詩を寄稿した。
1969年には前掲の詩「高村光太郎死す」などを収録したエッセイ集『わが光太郎』を刊行。
1970年（昭和45年）1月、『わが光太郎』が第21回読売文学賞（評論伝記部門）を受賞する。6月、詩集『太陽は東からあがる』を刊行する。7月、韓国ソウルで開催された第37回国際ペン大会に川端康成と共に招待される。9月、評論『わが賢治』を刊行する。
1973年（昭和48年）5月、『草野心平詩全景』（筑摩書房）が刊行される。1974年（昭和49年）9月、妻・や満が66歳で死去する。この年から1年の1冊のペースでの「年次詩集」の刊行を開始し、1986年までに12冊の詩集を出す。
1975年（昭和50年）、日本芸術院会員となる。
1976年（昭和51年）、3月29日、東京都東村山市秋津にある自宅に隣家の火事が類焼し半焼。草野本人は避難して無事だった。1977年（昭和52年）4月、勲三等瑞宝章を受章する。1978年（昭和53年）5月、筑摩書房より『草野心平全集』の刊行開始、1984年5月に全12巻で完結した。
1983年（昭和58年）10月、文化功労者になる。1984年（昭和59年）7月、いわき市名誉市民となる。

### 最晩年
1986年（昭和61年）6月、最後の詩集となる『自問他問』を刊行する。8月、脳梗塞で倒れ入院、12月に退院する。1987年（昭和62年）3月、再び脳梗塞で倒れ入院、7月に退院するが9月に再入院する。10月、文化庁より文化勲章授章の打診を受け、11月に車椅子で伝達式に出席する。
1988年（昭和63年）11月12日、自宅で体調を崩し、搬送先の埼玉県所沢市の所沢市市民医療センターで急性心不全のため死去。85歳没。同月28日に青山葬儀場で「未来を祭れ・草野心平を送る集い」と題された葬式が行われた。

### 没後
1998年（平成10年）7月、心平の功績が称えられ、福島県いわき市にいわき市立草野心平記念文学館が開館した。
2003年（平成15年）4月、草野心平生家が一般公開された。
墓石は、福島県いわき市小川町上小川の常慶寺にある。

## 家族
心平は5人兄妹の3番目（次男）で、9歳上の姉、4歳上の兄、1907年生まれの妹、1910年生まれの弟がいる。
兄の民平は1916年（大正5年）1月に結核性カリエスのため16歳で東京で死去した。姉の綾子も同年8月に腸チフスのため22歳で死去している。心平は兄の遺していた詩稿に影響を受け詩作を始め、1923年（大正12年）には自筆の謄写版刷りで兄との合著詩集『廃園の喇叭』を刊行している。
1910年（明治43年）2月に東京小石川区林町で生まれた弟の天平も詩人で、1952年（昭和27年）に肺結核のため42歳で死去した。

## 詩作品
初期の作品を除くと、ほとんどの詩において、文末に句点が用いられている。そのかわりに読点はほとんど使われていない。『第四の蛙』から『侏羅紀の果ての昨今』まで新仮名を採用していたが、それ以前と以後は旧仮名である。
「蛙の詩人」と俗に言われるほどに、生涯にわたって蛙をテーマとした詩を書き続けた。この分野では、蛙の鳴き声がさまざまなオノマトペで表現されている一方、いくつかの前衛的な試みが行われている。例えば、「冬眠」は黒丸1文字のみで構成されている。また、「Nocturne. Moon and Frogs」「天気」などでは絵画的な手法が用いられている。
「
　るるるるるるるるるるるるるるるるるるるる
　　　　　　　　　　　　　　　　　　　　　　」
蛙について心平は『第百階級』のあとがきで「僕は蛙なんぞ愛してゐない！」と叫んだことがあった。実際、蛙についての詩作をやめようと思ったこともあったと詩集『第四の蛙』の「覚え書I」にはある。1948年（昭和23年）に『定本　蛙』を出したいきさつについて、「もう蛙も年貢の納めどきだろうから」と語っている。しかしその後も心平は蛙の詩を書くことを止めなかった。
『第四の蛙』の最初の後書きである「覚え書I」は1961年（昭和36年）1月に書かれた。すぐに出版されたわけでなく、蛙に関する詩を作り続けた結果、同年10月に「覚え書II」を残すことになる。詩集では、最初の覚え書と2番目の間に8篇の詩が書かれている。その後も蛙の作品をいくつか作り、結局、「覚え書III」「覚え書IV」を入れて、ようやく1964年（昭和39年）に出版された。出版によって「一応の終結」（「覚え書IV」）をみせたと語りながら、「III」の中では再び蛙の作品を書きたくなったと告白している。「IV」においては、蛙の詩に「終り」をつけようとしながら、一方で「蛙に関する詩がこれで終ったとは言い切れないような気がする」とも書いている。そして、蛙のモチーフはこの後、『こわれたオルガン』や『太陽は東からあがる』などにも現れ、最後の詩集『自問他問』にも2編の詩がある。「かへるのコはかへる」「性・性」である。
この生物に関する詩集を4冊（『第百階級』『蛙』『定本　蛙』『第四の蛙』）残しているが、蛙の詩群は、心平の詩作品の全てではない。富士山をはじめとした山についてのもの、海に関するもの、シルクロードを扱ったもの（詩集『絲綢之路』はこれを集めたもの）もある。身辺雑記に属するものもかなり書かれているが、中原中也の訃報に寄せた詩篇「空間」（『絶景』所収）では、「地球」という言葉を用いて、作者（あるいは語り手）が冷酒を飲む詩「豊旗酒」（『乾坤』所収）では、「八岐大蛇」「古事記」「富士（山）」という言葉を配置している。
富士山は心平の詩句に頻出し、これを題材とした詩集『富士山』も編んでいる。1940年（昭和15年）から富士についての詩を発表しはじめた。同じ年、南京に渡り、以後数年間この地を中心に創作活動に従事する（「作品第壹」では本文中で、「作品第拾参」では注釈のなかで、実際の山を見ているわけではないことが示されている）。1943年（昭和18年）に、17篇をまとめて『富士山』として昭森社から刊行する。その後も、折に触れて富士にまつわる詩を発表した。『大白道』『日本沙漠』『牡丹圏』『天』におさめられた9つの詩篇は、『草野心平詩全景』（1973年〔昭和48年〕）において、作品番号が振られ、26の連作詩集『富士山』の一部となった。これとは別に、1966年（昭和41年）には岩崎美術社から同名の詩集を刊行している。18の詩篇から成り、先の26篇と重複するものはない。
心平が蛙と同様、生涯にわたって追い求めた「富士山」は、やはり最後の詩集にも登場する。「何何富士」という詩では、富士山が唯一無二であるという前提の下、「富士」という名のつく山を皮肉りながらも、それぞれの山の美しさや独自性などを讃美しようとする。
また「天」という言葉もよく現れ、この言葉を題名にした作品も少なくない（「天のベンチ」「猛烈な天」「空気天」「宇宙天」など）。
| 「 | コウノトリの。 鳴き声の。 あと。 音なく。 一切なく。 ここは地球の。 ドまんなか。 動かない。 天の。 戸鎌の。 月。 「夜景」から | 」 |

昭和30年代を除けば心平は多作な詩人であり、『第百階級』以前にも1923年（大正12年）から1925年（大正14年）にかけて8冊の詩集が編まれている。1973年（昭和48年）には、それまでの詩業の大部分をおさめた『草野心平詩全景』が筑摩書房から刊行されたが、その翌年から同社の協力の下、1年に1冊のペースで詩集を出版する企画がスタートした。いわゆる「年次詩集」である。出版社が倒産した1978年（昭和53年）を除き、1986年（昭和61年）まで刊行が続けられた（1985年〔昭和60年〕刊『絲綢之路』は思潮社からのものであり、年次詩集には含まれない）。この間に、同社から『草野心平全集』（1978-1984年　全12巻）が刊行されたが、出版年から分かるように、年次詩集は途中（『乾坤』）までしか収録されていない。『侏羅紀の果ての昨今』からは、『第四の蛙』のように一度覚え書（後書き）をしたためた後にできた数篇の詩が覚え書の後に配置され、「覚え書　II」が書かれるようになる。
晩年の詩のいくつかでは、過去の自作からの引用が積極的に行われている。たとえば、『牡丹圏』（1948年〔昭和23年〕）収録の「ゆき」は、教科書にも掲載され、広く知られる詩の1つであるが、この作品に登場する文章を一部改変した上で『幻象』（1982年〔昭和57年〕）の同名詩に使用した。そして、「ゆき」の擬音は、「童詩・ゆき」（1985年〔昭和60年〕刊『幻景』）でも取り入れられている。また、『全天』『植物も動物』『原音』に収録された「dying-fantasy」「Okhotsk-fantasy」「Nojiri-fantasy」というタイトルの詩は、いずれも『絶景』（1940年〔昭和15年〕）の冒頭詩「Bering-Fantasy」を意識したものと見られる。
心平の詩（特に蛙もの）はいくつも曲がつけられている。例えば「蛇祭り行進」（『第百階級』）は、清瀬保二、多田武彦、堀悦子、南弘明によって男声合唱曲にされ、いずれも出版されている。「蛙の声明（しょうみょう）」（『こわれたオルガン』）という詩は、石井眞木によって、実際に声明化された。心平は、詩人と作曲家の共同によって、新しい歌曲を生み出そうとする音楽グループ「ランディの会」に参加していたことがあり、自身の詩の音楽化に関心を持っていた詩人の1人である。清水脩の「蛙の歌」はここで発表されている。1992年に三木稔が作曲したフォークオペラ「よみがえる」は、心平のさまざまな詩を素材に、ふじたあさやが物語として構成したものであり、登場人（ではなく蛙）物の「ごびらっふ」「ぐりま」「るるる」などは原作にも登場している。
草野の詩の評価としては、宇宙的なまでに広がった世界観のなかで存在の孤独をニヒリスティックに、あるいはまた瑞々しく描いたともいわれ、彼の詩には「存在の愛（かな）しさ」と孤独が強調されながら、一方で野性的なまでの生命力に満ちている。だが、その世界の時空間が宇宙的・太古的に昇華されることで、社会的関係性が欠如しているという批判もかつてはあった。

## 著作一覧

### 刊行詩集
- 『第百階級 草野心平詩集』銅鑼社, 1928
- 『母岩 詩集』歴程社, 1936
- 『蛙 詩集』三和書房, 1938
- 『大白道』甲鳥書林, 1944
- 『日本沙漠 草野心平詩集』青磁社, 1948
- 『牡丹圏』鎌倉書房, 1948
- 『草野心平詩集』創元選書, 1950
- 『草野心平詩集』角川文庫, 1950
- 『天 草野心平詩集』新潮社, 1951
- 『草野心平詩集』豊島与志雄 編、新潮文庫, 1952
- 『亜細亜幻想 詩集』創元社, 1953
- 『マンモスの牙 草野心平詩集』思潮社, 1966
- 『こわれたオルガン 詩集』昭森社, 1968
- 『草野心平詩集』 (田村隆一 編、世界の詩）彌生書房, 1966
- 『富士山』棟方志功 画、岩崎美術社, 1966
- 『太陽は東からあがる』彌生書房, 1970
- 『草野民平詩集』編 青娥書房, 1971 限定版
- 『侏羅紀の果ての昨今 詩集』八坂書房, 1971
- 『草野心平詩全景』筑摩書房, 1973
- 『蛙の全体』落合書店, 1974
- 『凹凸 詩集』筑摩書房, 1974
- 『全天 詩集』筑摩書房, 1975
- 『植物も動物 詩集』筑摩書房, 1976
- 『天竺 詩画集』棟方志功 画、筑摩書房, 1976
- 『原音 詩集』筑摩書房, 1977.12
- 『草野心平詩集』宗左近 編、旺文社文庫, 1978.8
- 『乾坤 詩集』筑摩書房, 1979.3
- 『雲気 詩集』筑摩書房, 1980.3
- 『玄玄 詩集』筑摩書房, 1981.3
- 『草野心平詩集』思潮社 現代詩文庫, 1981.7
- 『幻象 詩集』筑摩書房, 1982.3
- 『未来 詩集』筑摩書房, 1983.3
- 『玄天 詩集』筑摩書房, 1984.4
- 『絲綢之路 シルクロード詩篇 詩集』思潮社, 1985.12
- 『幻景 詩集』筑摩書房, 1985.4
- 『自問他問 詩集』筑摩書房, 1986.6
- 『草野心平詩集』入沢康夫 編、岩波文庫, 1991.11 - 以下は没後刊
- 『草野心平詩集』粟津則雄 編、(芸林21世紀文庫) 芸林書房, 2002.6
- 『草野心平詩集』ハルキ文庫 角川春樹事務所, 2010.3

### 物語
- 『三つの虹』ともだち文庫 茂田井武 画、中央公論社, 1949年
- 『カンガルーの子』 世界の絵本 清水崑 画、新潮社, 1951年
- 『運命の人』新潮社, 1955年
- 『七つの愛と死』彌生書房, 1957年
- 『実説・智恵子抄』彌生書房, 1975年
- 『ばあばらぶう』筑摩書房, 1977年

### 随筆・紀行など
- 『支那点々』三和書房, 1939年 紀行
- 『火の車』創元社, 1951年 
  - 『火の車 随筆 貧乏も愉し』鱒書房, 1955年
- 『点・線・天 以前の中国と今の中国』ダヴィッド社, 1957年
- 『わが青春の記』オリオン社, 1965年 自伝
  - 『草野心平 わが青春の記』 (人間の記録）日本図書センター, 2004年
- 『わが生活のうた 草野心平随想集』(現代教養文庫) 社会思想社, 1966年
- 『アベベの猫柳』青娥書房, 1970年 限定本
- 『止る歩く』 (ピルグリム・エッセイシリーズ4）東京美術, 1970年
- 『所々方々』彌生書房, 1975年 紀行
- 『止まらない時間のなかを 草野心平随想集』PHP研究所, 1976年
- 『雑雑雑雑 ユーモアエッセイ集』番町書房, 1976年
- 『酒味酒菜』ゆまにて, 1977年、中公文庫, 2017年
- 『仮想招宴』 (あまカラ選書) ロングセラーズ, 1977年
- 『凹凸の道 対話による自伝』文化出版局, 1978年
- 『小動物抄』新潮社, 1978年
- 『口福無限』講談社, 1981年、講談社文芸文庫, 2009年
- 『茫々半世紀』新潮社, 1983年 自伝

### 作家論・詩論、作品集
- 『詩と詩人』和光社, 1954
- 『宮澤賢治覚書』創元社, 1951、講談社文芸文庫, 1991
- 『わが光太郎』二玄社, 1969、講談社文芸文庫, 1990
- 『わが賢治』二玄社, 1970
- 『私の中の流星群 死者への言葉』新潮社, 1975
- 『続・私の中の流星群』新潮社, 1977
  - 『新編 私の中の流星群 死者への言葉』筑摩叢書, 1991.5
- 『草野心平全集』全13巻 筑摩書房, 1978-84
- 『作家の自伝 16　草野心平』 (シリーズ・人間図書館）日本図書センター, 1994.10
- 『草野心平日記』全7巻 思潮社, 2004

### 編著・共著
- 『宮澤賢治追悼』編 次郎社, 1934
- 『宮澤賢治研究』編 十字屋書店, 1939.9、筑摩書房, 1958 のち全集別巻
- 『日本恋愛詩集』編 (世界恋愛文学名作選) 羽田書店, 1951
- 『高村光太郎研究』編 筑摩書房, 1959
- 『高村光太郎と智恵子』編 筑摩書房, 1959
- 『東北の旅』大池唯雄・富木友治共著、社会思想研究会出版部・現代教養文庫, 1961
- 『日本の名随筆 2　鳥』編 作品社, 1983.4

### 翻訳
- 『アメリカプロレタリヤ詩集』小野十三郎・萩原恭次郎共訳、弾道社, 1931.1
- ニコラ・サッコ/バルトロメオ・ヴァンセッチ『サッコ・ヴァンゼッチの手紙』渓文社, 1932

## 学校歌
草野心平が作詞を手掛けた校歌・学歌。参考：草野心平作詞校歌収集サイト、いわき市立草野心平記念文学館「草野心平の校歌」
- 岩手県盛岡市立高等学校
- 岩手県立水沢高等学校
- 岩手県立大東高等学校
- 宮城県鹿又高等学校
- 宮城県河南高等学校
- 宮城県河南町立鹿又中学校
- 宮城県石巻北高等学校
- 福島工業高等専門学校
- 福島県立郡山高等学校
- 福島県立二本松工業高等学校
- 福島県いわき市立小川中学校
- 福島県いわき市立小川小学校
- 福島県川内村立川内中学校
- 福島県喜多方市立第一中学校
- 福島県棚倉町立棚倉中学校
- 福島県西郷村立西郷第二中学校
- 福島県福島市立清水中学校
- 福島県福島市立森合小学校
- 茨城県古河市立三和北中学校
- 栃木県宇都宮市立富屋中学校
- 群馬県前橋育英高等学校
- 群馬県立高崎高等学校
- 群馬県立中央中等教育学校(旧中央高校)
- 群馬県太田市立太田高等学校
- 群馬県前橋市立元総社中学校
- 城西大学
- 東京都立清瀬高等学校
- 東京都立拝島高等学校
- 東京都小平市立小平第四中学校
- 東京都調布市立杉森小学校
- 東京都練馬区立練馬東中学校
- 東京都練馬区立石神井中学校
- 東京都練馬区立石神井東中学校
- 東京都練馬区立石神井小学校
- 東京都北区立滝野川第六小学校
- 東京都目黒区立第一中学校
- 東京都墨田区立墨田中学校
- 東京都東村山市立東村山第五中学校
- 東京都東大和市立第二中学校
- 明星大学
- 神奈川県箱根町立箱根明星中学校
- 神奈川県藤沢市立長後中学校
- 神奈川県横浜市立三ツ境小学校
- 千葉県専修大学松戸高等学校
- 千葉県市原市立五井小学校
- 長野県佐久長聖中学校・高等学校
- 長野県野沢北高等学校
- 長野県小川村立小川小学校
- 長野県千曲市立戸倉上山田中学校
- 山梨県立甲府南高等学校
- 静岡大学教育学部附属静岡中学校
- 三重県立宇治山田高等学校
- 兵庫県立明石南高等学校
- 鳥取県江府町立奥大山江府学園
- 広島県立上下高等学校
- 高知県立中村中学校・高等学校
- 長崎県長崎市立片淵中学校
- 別府大学